# Cataxia victoriae
Cataxia victoriae är en spindelart som först beskrevs av Main 1985.  Cataxia victoriae ingår i släktet Cataxia och familjen Idiopidae.
Artens utbredningsområde är Victoria, Australien. Inga underarter finns listade i Catalogue of Life.